# Claw crane

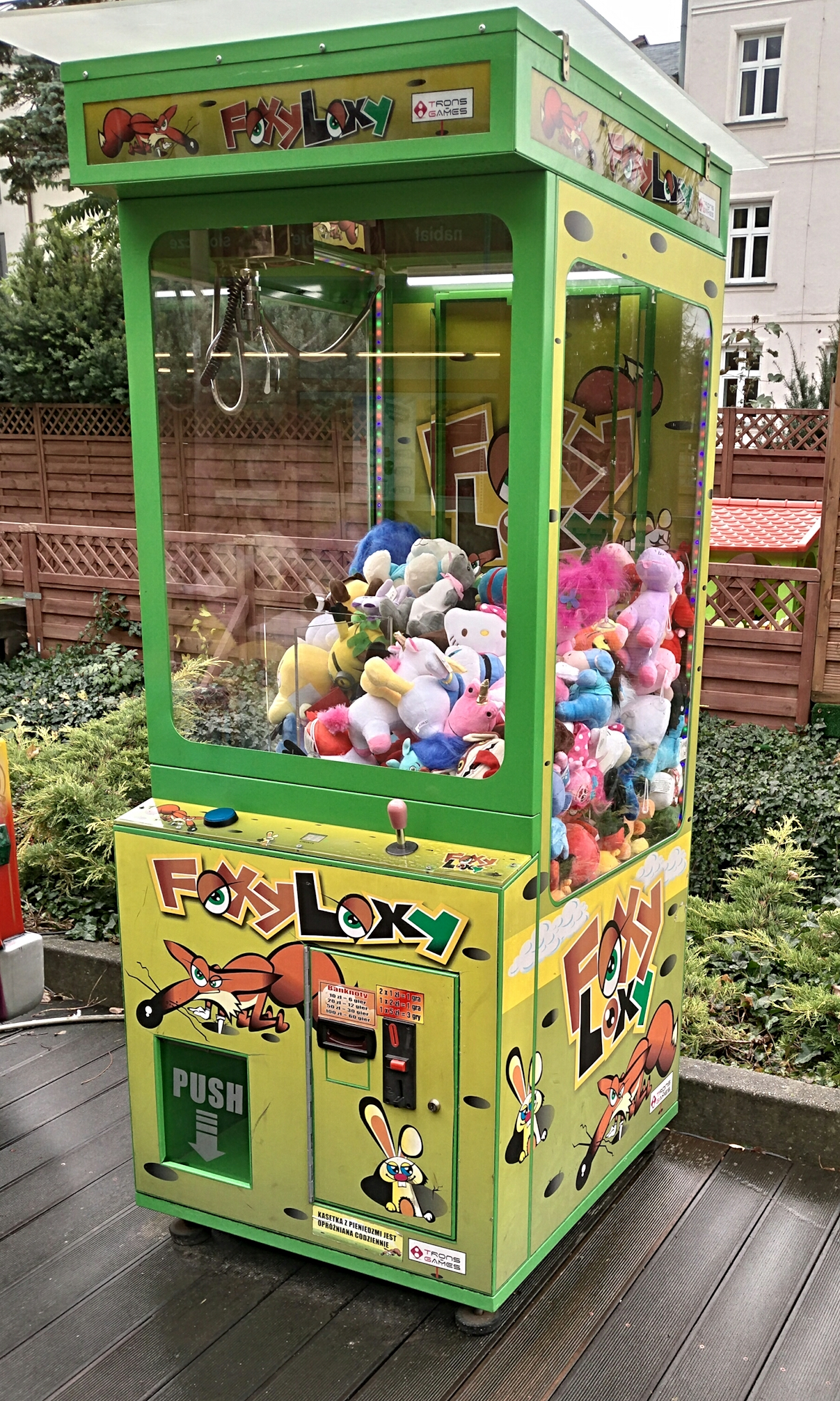
Una macchina di pesca verticale a Ustroń, Polonia

Il claw crane (inglese, letteralmente "gru artiglio") è un apparecchio da intrattenimento pubblico a gettoni che dà la possibilità di vincere dei premi afferrandoli con un braccio meccanico. In italiano è noto con vari nomi, ad esempio la normativa italiana lo definisce pesca verticale di abilità e gli esercenti la pesca verticale o la gru. Lo si può trovare sia nelle sale giochi, sia in luoghi pubblici come grandi supermercati e cinema.

## Funzionamento
Il gioco consiste nel tentativo di catturare degli oggetti attraverso la manipolazione di una gru meccanica a 3 ganci, in un tempo variabile tra i 15 e 30 secondi, attraverso un joystick analogico e un pulsante, che fa scendere la gru, in un unico tentativo di afferrare l'oggetto, generalmente dei pupazzetti. Dopo essere scesa, la gru torna automaticamente verso l'uscita e rilascia l'oggetto, se è riuscita ad afferrarlo.
La macchina è controllata da un computer centrale: Possono essere impostate la percentuale di vincita (ad esempio al 33% per peluche di taglia medio/piccole) o altre condizioni come una soglia di denaro da raggiungere prima di effettuare un "assign win" cioè una partita in cui la presa sarà molto più forte e consentirà la vittoria. 

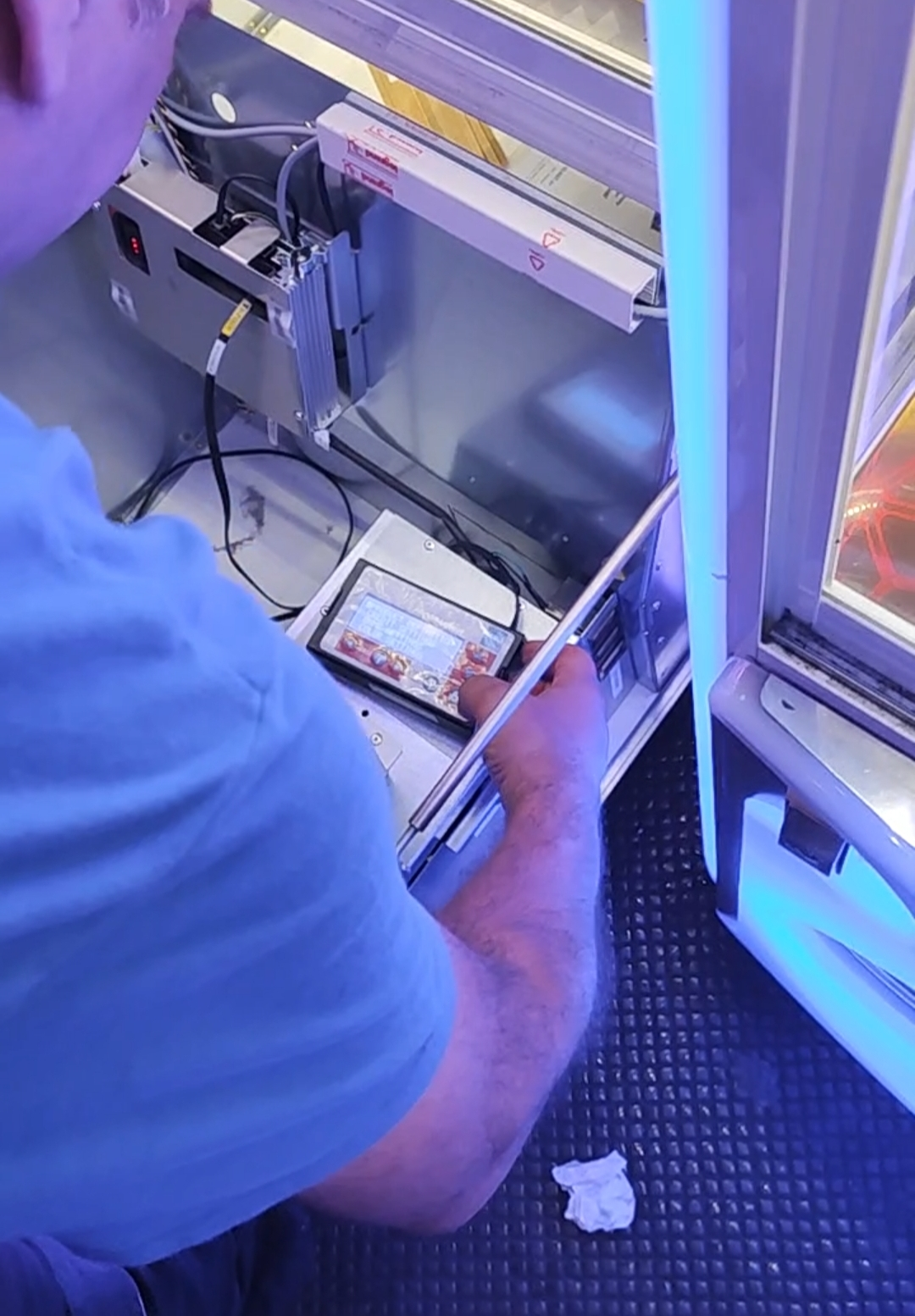
Un tecnico imposta i parametri di vittoria di una macchina tramite l'unità di controllo dietro allo sportello a Milano, Italia

## Struttura
Il dispositivo consta di diversi componenti, i principali dei quali sono: 
- Circuiti stampati
- Alimentazione elettrica
- Rilevatore di monete o gettoni
- Display del tempo e dei crediti
- Joystick
- Cavi di cablaggio
- Ponte di montaggio
- Presa con la gru
- Vetrina di protezione dei premi, di solito costruita con lastre di vetro oppure con materiali sintetici, come il polimetilmetacrilato

## Riferimenti nella cultura di massa
- Nel film d'animazione del 1995 della Disney Toy Story, Buzz Lightyear scambia una gru per un'astronave e ci salta dentro, seguito da Woody. All'interno della macchina si trovano dei piccoli alieni verdi che credono che l'artiglio sia il loro padrone. Buzz e Woody vengono poi prelevati (quindi vinti al gioco) da Sid Philips, un bambino dal pessimo carattere che ama distruggere giocattoli per divertimento.